# Cerviniopsis clavicornis
Cerviniopsis clavicornis is een eenoogkreeftjessoort uit de familie van de Aegisthidae. De wetenschappelijke naam van de soort is voor het eerst geldig gepubliceerd in 1904 door Sars G.O..